# Ústava Socialistické federativní republiky Jugoslávie (1963)
Ústava Socialistické federativní republiky Jugoslávie byla přijata Svazovým shromážděním Federativní lidové republiky Jugoslávie 7. dubna 1963. Publikována v Úředním listu byla 10. dubna 1963. Ústava posilovala pravomoci jednotlivých republik a autonomních oblastí, a tak opouštěla centralistický princip, který zaváděla ústava z roku 1945. Ústava z roku 1963 zahrnovala katalog základních občanských práv a rozvedení zásady samosprávy.
Ústava zavedla pro stát označení Socialistická federativní republika Jugoslávie. Svazová skupština měla účinností ústavy místo dvou pět komor, zároveň došlo k oddělení funkcí prezidenta republiky a předsedy svazového výkonného výboru (federální vlády). Prezident byl podle ústavy volen na čtyřleté volební období a do funkce mohl znovu zvolen jen na jedno další volební období. Z dikce ústavy se toto omezení nevztahovalo na maršála Tita.
Ústava zřídila nové funkce: viceprezidenta republiky, Ústavní soud a Radu federace. Vedoucí úloha Svazu komunistů Jugoslávie byla zakotvena v čl. VI jako jedna ze základních zásad Ústavy.
V roce 1967 byly k ústavě přidány doplňky, jako odpověď na společenskopolitické změny, ke kterým v zemi během jen několika málo let díky personálním úpravám ve vedení Svazu komunistů Jugoslávie a ekonomické situaci došlo. Těch 23 článků zvýšilo míru nezávislosti jednotlivých celků federace, což v Srbsku vyvolalo značnou vlnu nevole, zato v Chorvatsku a Slovinsku bylo pozitivně přijato.

## Systematika Ústavy
- Úvodní část (Základní zásady) 9 článků
- První část (Společenské a politické zřízení) Čl. 1 – 159
  - Hlava I. (Úvodní ustanovení) Čl. 1 – 5
  - Hlava II. (Společensko-hospodářské zřízení) čl. 6 – 31
  - Hlava III. (Svobody, práva a povinnosti člověka a občana) čl. 32 – 70
  - Hlava IV. (Společensko-politická soustava) čl. 71 – 95
  - Hlava V. (Společensko-politická společenství) čl. 96 – 131
    - 1. Obec čl. 96 – 104
    - 2. Okres čl. 105 – 107
    - 3. Socialistická republika čl. 108 – 112
    - 4. Federace 113 – 131

  - Hlava VI. (Soudy a veřejná prokuratura) čl. 132 – 144
  - Hlava VII. (Ústavnost a zákonnost) čl. 145 – 159
- Druhá část (Organizace federace)
  - Hlava VIII. (Pravomoc orgánů federace) čl. 160 – 162
  - Hlava IX. (Svazové shromáždění) čl. 163 – 214
  - Hlava X. (Prezident republiky) čl. 215 – 224
  - Hlava XI. (Politicko-výkonné a správní orgány Svazového shromáždění) čl. 225 – 238
    - 1. Svazová výkonná rada čl. 225 – 232
    - 2. Svazová správa čl. 233 – 238

  - Hlava XII. (Nejvyšší soud Jugoslávie) čl. 239 – 240
  - Hlava XIII. (Ústavní soud Jugoslávie) čl. 240 – 251
  - Hlava XIV. (Národní obrana a Jugoslávská lidová armáda) čl. 252 – 257
- Část třetí (Přechodná a závěrečná ustanovení) čl. 258 – 259